# Timna Brauer

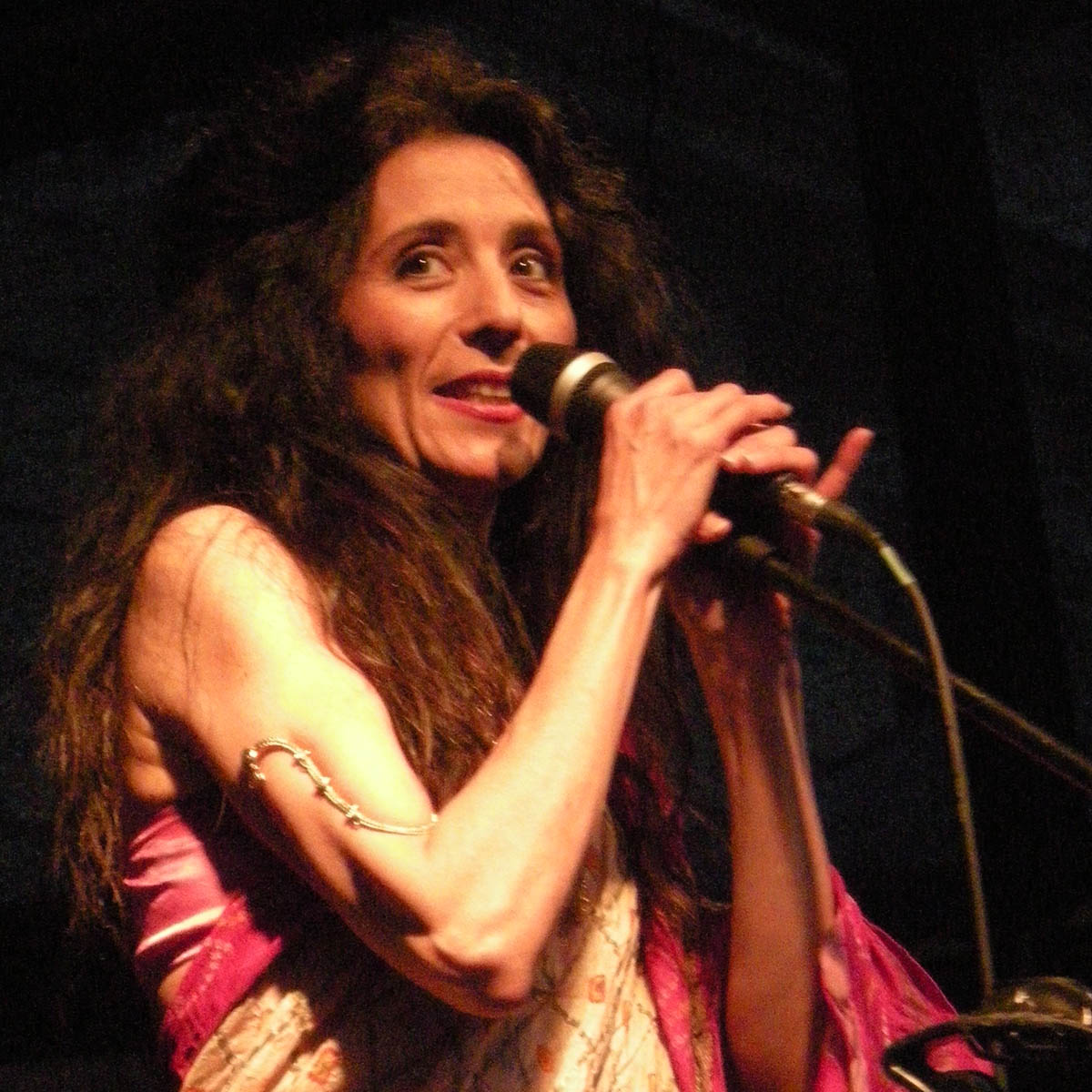
Timna Brauer in 2008

Timna Brauer (Wenen, 1 mei 1961) is een Oostenrijkse zangeres. Ze is de dochter van de schilder, schrijver en zanger Arik Brauer en is getrouwd met pianist Elias Meiri.
Ze vertegenwoordigde Oostenrijk op het Eurovisiesongfestival 1986 met het lied Die Zeit ist einsam, ze werd 18de.

## Muzikaal werk
- 1987: Orient (Timna Brauer & Elias Meiri Ensemble)
- 1992: Mozart "Anders" (Timna Brauer & Elias Meiri Ensemble)
- 1996: Tefila-Prayer / Jewish Spirituals (Timna Brauer)
- 1997: Chansons et violons (Timna Brauer & Elias Meiri)
- 1999: Die Brauers (komplette Familie Brauer - 3 Generationen)
- 2001: Songs from Evita (Timna Brauer)
- 2001: Voices for Peace (Timna Brauer & verschillende koren)
- 2005: Kinderlieder aus Europa: CD + Hörbuch (Timna Brauer & Elias Meiri Ensemble + Kinder)
- 2006: Der kleine Mozart: Hörspiel-CD für Kinder (Timna Brauer & Elias Meiri Ensemble)

## Boeken
- Timna Brauer, Birgit Antoni: Wir singen in vielen Sprachen. Annette Betz (Ueberreuter), Wien 2005, ISBN 3219112110
- Timna Brauer, Elias Meiri: World Music Israel. Violine (Notenband), ISBN B00008H6H4